# Et si c'était l'amour ?
Pour plus de détails, voir Fiche technique et Distribution.
Et si c'était l'amour ? (А если это любовь?, A esli eto lyubov?) est un film soviétique réalisé par Youli Raizman, sorti en 1961,.

## Synopsis
Le film a pour sujet l'amour naissant entre un élève et une élève d'une classe de dixième (équivalent de la classe de première en France) dans une banlieue de Moscou en pleine construction. 
La professeure d'allemand s'est saisie d'une lettre d'amour qu'une élève a trouvée par terre dans la classe. Elle apporte d'abord cette lettre à la directrice de l'établissement, puis charge une autre élève de découvrir qui l'a écrite. On finit par apprendre que l'auteur de la lettre est l'élève Boris Razinyme et la destinataire sa camarade et voisine de classe, Ksénia Zavialova. Effrayée par cette découverte, Ksénia décide de ne pas aller en classe le lendemain. Elle accepte la proposition de Boris de se promener en forêt. Surpris par la pluie, ils se réfugient dans une ancienne église et parlent ensemble pour la première fois de leurs sentiments, qu'ils n'avaient évoqués jusque-là que par lettres. Pendant ce temps, la grand-mère de Ksénia, qui vit dans le même appartement, s'inquiète de ne pas la voir rentrer de l'école. Dans la cour, devant l'immeuble, la plus jeune sœur de Ksénia lui apprend que cette dernière a été vue se dirigeant vers la forêt avec un garçon. La mère de Ksénia est humiliée par les moqueries des voisines. Quand Ksénia finit par rentrer, elle la gifle en public. Le lendemain, les deux amoureux et leurs mères sont entendus par la directrice du lycée. Ksénia vit mal tout cela, se replie sur elle-même, perdant l'appétit et refusant de sortir. Boris, de son côté n'hésite pas à afficher son amour, en dépit des commérages. Élèves et enseignants prennent chacun position. Devant la détresse de sa fille, la mère de Ksénia lui demande pardon pour l'avoir giflée, avant de lui expliquer que les hommes n'ont «qu'une seule chose en tête» et qu'il ne faut pas croire Boris. Prisonnière de toutes ces contradictions, Ksénia reste attirée par Boris tout en lui demandant de partir. Au comble du désespoir, elle tente de s'empoisonner. L'épisode final a lieu quelques mois après cette tentative d'empoisonnement. Ksénia et Boris se retrouvent dans la rue, au milieu d'immeubles en construction. Ksénia lui assure qu'elle va bien après être sortie de l'hôpital. Boris entreprend de raconter l'expédition qu'il a faite avec son père dans l'anomalie de Koursk. Boris aime toujours la jeune fille. Ksénia lui répond que l'amour peut attendre et qu'elle a décidé de partir étudier à Novossibirsk. Un peu dépité, Boris lui propose de l'accompagner. Mais la réaction de Ksénia est ambiguë. 

## Fiche technique
- Photographie : Aleksandr Kharitonov
- Musique : Rodion Chtchedrin
- Décors : Ippolit Novoderejkin, Sergeï Voronkov, Lidiia Novi
- Montage : Klavdiia Moskvina
- Date de sortie :
  - URSS : 19 mars 1962